# S102 (Den Haag)
De S102 is een stadsroute in Den Haag die loopt over een gedeelte van de Raamweg.
De weg verbindt de S100/Centrumring, vanaf het punt waar deze van de Raamweg afslaat naar de Laan Copes van Cattenburch, met de S200/Ring Den Haag, ter hoogte van de overgang tussen de Hubertustunnel en het Hubertusviaduct.
De S102 is slechts een halve kilometer lang en is daarmee de op een na kortste stadsroute in Den Haag, na de S103.
 Den Haag ·   ·  ·  · · ·  ·  ·  ·  ·  ·  

 Haagsche tunnels: Koningstunnel · Hubertustunnel · Victory Boogie Woogietunnel